# Lucie Weidtová
Lucie Weidtová (11. května 1876 Opava – 28. července 1940 Vídeň) byla dramatická sopranistka, známá svými rolemi v operách Richarda Wagnera.

## Život
Byla dcerou skladatele a kapelníka Heinricha Weidta, který byl spolu s Rosou Papier jedním z jejích prvních učitelů. Po většinu své kariéry byla členkou Vídeňské státní opery (od roku1903 do roku 1926). Nejprve nahradila Sophii Sedlmairovou, která odcházela do důchodu, a brzy začala sdílet hlavní Wagnerovy role s Annou Bahr-Mildenburgovou. Proslavila se také ztvárněním Leonory ve Fideliovi a pro Vídeň vytvořila maršálku v Růžovém kavalíru. Pro Milán byla první Kundry (v Parsifalovi). V letech 1908 až 1910 se objevila v Mnichově. Během sezóny 1910/1911 byla Lucie Weidtová členkou Metropolitní opery, kde zpívala Brünnhildu ve Valkýře a Siegfriedovi a Elisabeth v Tannhäuserovi. V roce 1912 zpívala v Buenos Aires. Za ztvárnění kostelničky v Její pastorkyni, při vídeňské premiéře v roce 1918, získala pochvalu od Leoše Janáčka. V následujícím roce vytvořila pro stejný soubor roli chůvy v Ženě beze stínu.